# Pintado (Fußballspieler)

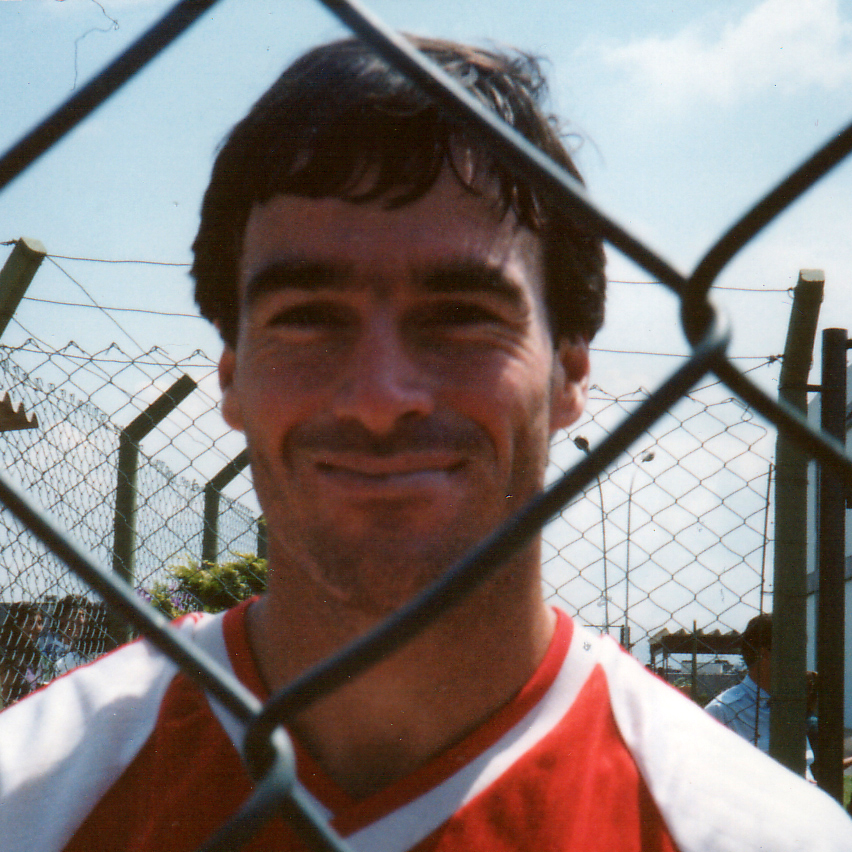
Pintado (1993)

Luís Carlos de Oliveira Preto (* 17. September 1965 in Bragança Paulista), besser bekannt unter dem Pseudonym Pintado, ist ein ehemaliger brasilianischer Fußballspieler, der sowohl im Mittelfeld als auch im Angriff agierte, und nach seiner aktiven Laufbahn eine Tätigkeit als Fußballtrainer begann.

## Laufbahn
Pintado begann seine Laufbahn bei seinem Heimatverein CA Bragantino, mit dem er 1990 (zum bisher einzigen Mal in der Vereinsgeschichte) die Staatsmeisterschaft von São Paulo gewann. Außerdem spielte er zu Beginn seiner Laufbahn beim benachbarten FC São Paulo, mit dem er bereits 1985 und später noch einmal 1992 die Staatsmeisterschaft gewann. Die bedeutend wichtigeren Erfolge waren aber der zweifache Sieg in der Copa Libertadores (1992 und 1993) sowie der Erfolg im Weltpokal 1992, als der FC Barcelona mit 2:1 bezwungen wurde.
1993 wechselte Pintado nach Mexiko zum CD Cruz Azul, mit dem er den Pokalwettbewerb der Saison 1996/97 gewann. In der Zwischenzeit spielte er auf Leihbasis auch für den FC Santos.
1997 kehrte Pintado erneut in seine Heimat zurück, wo er einige Monate bei Atlético Mineiro tätig war, und dann noch einmal ins Ausland wechselte, um mehrere Monate für den japanischen Verein Cerezo Osaka zu spielen.
1998 kehrte er dauerhaft nach Brasilien zurück, wo er aktiv noch für mehrere Vereine tätig war und seit 2004 auch als Trainer arbeitet. In dieser Eigenschaft kam er noch zweimal nach Mexiko zurück, wo er 2009/10 den Club León trainierte und in den Spielzeiten 2013/14 und 2014/15 als Assistenztrainer bei seinem ehemaligen Verein Cruz Azul tätig war. Am 4. August 2021 wurde er Trainer bei Chapecoense. Seit 5. Februar 2025 ist Pintado bei Agua Santa-SP als Trainer tätig. Zuvor war er für kurze Zeit Trainer von Guarani FC (Juni bis Juli 2024) sowie Portuguesa-SP (Februar bis Juni 2024). In der Saison 2023/24 stand er zudem bei Ponte Preta (Juli bis Oktober 2023) an der Seitenlinie. Weitere Stationen waren EC Juventude (April bis Mai 2023), Inter Limeira (Januar bis März 2023) und Cuiabá EC (Februar bis Mai 2022), wo er mit einem Punkteschnitt von 2,00 seine erfolgreichste Amtszeit verzeichnete.

## Erfolge

### International
- Weltpokal: 1992
- Copa Libertadores: 1992, 1993

### National
- Mexikanischer Pokalsieger: 1996/97
- Staatsmeisterschaft von São Paulo: 1985, 1990, 1992

América Mineiro
- Copa Sul-Minas: 2000